# Ignacio Maganto
Ignacio Maganto Pérez (Madrid, 2 gennaio 1992) è un calciatore spagnolo, attaccante del México.